# Cyril Bourlon de Rouvre
Cyril Bourlon de Rouvre (Boulogne-Billancourt, 19 de diciembre de 1945) es un empresario y político francés. Es hijo de Évrard Bourlon de Rouvre, un industrial, y su esposa Claude Genty. Cyril Bourlon de Rouvre era heredero de las refinerías de azúcar y las propiedades de su bisabuelo, Charles Bourlon de Rouvre (1850-1924), hijastro de uno de los hombres más ricos de finales del siglo XIX, Gustave Lebaudy.
A principios de la década de 1990, fue propietario del equipo de carreras Équipe Ligier F1. En 1993, fue acusado de su participación en un caso de fraude de activos. Este caso le obligó a vender el equipo de carreras a Flavio Briatore.
Cyril Bourlon de Rouvre se graduó en el Institut polytechnique des sciences avancées.